# Haut-Conflent
Le Haut-Conflent est une petite région naturelle située à l'ouest du Conflent, avec une population très réduite et une physionomie de haute montagne.
Elle se situe entre les Garrotxes au nord et le Moyen-Conflent à l'est.
Bien que les limites de cette sous-région ne soient pas clairement définies, la Grande Encyclopédie Catalane parle du Haut-Conflent comme de la haute vallée de la Têt, et y inclut les communes d'Escaro et Nyer dans le Moyen-Conflent, la haute vallée de Cabrils (Sansa, Ralleu, Talau, Oreilla et la partie nord-occidentale de la commune d'Olette, situés juste à l'ouest du mont Couronné), dans les Garrotxes.
Selon cette source, donc, Thuès-Entre-Valls serait la première commune du Haut-Conflent, lequel laisse Llar, Fontpédrouse, Sauto, Fetges et les autres communes à l'ouest pour le Haut Conflent.
Le Haut Conflent occupe ainsi toute la vallée de la Têt, après les gorges de Thuès, jusqu'au Col de la Quillane, au-delà de Mont-Louis⁣  et jusqu'au pic du Cambre d'Aze au sud , c'est-à-dire l'extrémité sud-ouest du Conflent.
Pourtant, quelques sources comme, le GREC (Groupe Roussillonnais d'Études Catalanes), désignent La Cabanasse, Planès, Saint-Pierre-dels-Forcats et Mont-Louis en Cerdagne⁣ ; même s'ils se situent à l'est du col de la Perche et de ce fait ils appartiennent au bassin conflentin de la Têt.
La Nomenclature de la Catalogne Nord, produite par l'Université de Perpignan, attribue ces communes au Conflent et donc au Haut-Conflent.

## Communauté des communes
La Communauté de communes Capcir Haut-Conflent est une ancienne entité intercommunale qui ne doit pas être confondue avec la sous-région naturelle, étant donné qu'elle comprenait des communes des Garrotxes, du Capcir et de la Haute-Cerdagne.
De plus, elle ne comprend pas certaines communes qui selon un critère géographique devraient en faire partie, comme Les Angles, centre économique de la zone. Concrètement, en font partie les communes suivantes  :
- La Cabanasse (Conflent)
- Caudiès-de-Conflent (Garrotxes-Conflent)
- Eyne (Cerdagne)
- Fontrabiouse (Capcir)
- Formiguères (Capcir)
- La Llagonne (Conflent)
- Matemale (Capcir)
- Mont-Louis (Conflent)
- Planès (Conflent)
- Puyvalador (Capcir)
- Railleu (Garrotxes-Conflent)
- Réal (Capcir)
- Saint-Pierre-dels-Forcats (Conflent)
- Sansa (Garrotxes-Conflent)
- Sauto (Garrotxes-Conflent)

### Données
- Nom : Communauté de communes Capcir Haut-Conflent (Association de Capcir et Haut-Conflent)
- Chef-lieu : Matemale
- Surface : 232,56 km²
- Habitants : 2 557 (selon des données du 1999)
- Densité de population de 11 hab./km²